# Meibomeus dirli
Meibomeus dirli is een keversoort uit de familie bladkevers (Chrysomelidae). De wetenschappelijke naam van de soort werd in 2002 gepubliceerd door Romero & Johnson.